# 指人形
指人形（ゆびにんぎょう）は、
1. 指を動かして動作をさせる人形の総称。
2. 日本の作家である花房観音による小説。本項で記述する。

## 概要
2015年5月15日に講談社〈講談社文庫〉より書き下ろしで刊行された。カバーデザインは、百足屋ユウコ（ムシカゴグラフィクス）が出がけている。カバー装画は、池永康晟が担当している。発売約1か月後に重版が決まり、2017年時点で、5刷となっている。短編『おばけ』は、団鬼六賞受賞大賞第1作であり、著者の花房は「最初に書いた短編なので感慨深い」と語っている。同作について、小説家の三輪チサは、「吉田神社の節分の光景にこの物語を絡める発想に感嘆した」「濃厚ながら上品な香り漂う官能の世界」と評している。

## あらすじ

### おばけ
香名は、ある年の節分の日、百万遍の交差点を南に下り、京都大学の時計台の前を通り、節分祭でにぎわう吉田山にある吉田神社を訪れる。人混みの中で香名は、上村松園の美人画を連想させる美貌をもつ人物が背後にいることに気づく……。

### 花灯路
三倉は、京都の三年坂を降りたところで、13年ぶりに弥生と会う。2人は二年坂を下り、霊山護国神社の参道を横切り、八坂法観寺の五重の塔を見て、高台寺や圓徳院の前を通り、知恩院を経て、青蓮院の前を通り、ラブホテルに入る……。

### 指人形
〈私〉は、会社の同僚である〈あなた〉とともに、新入社員歓迎会を抜け出して、ある飲み屋に入り、2人で「指人形」という言葉のもう1つの意味についての話をする……。

### 奥さん
不動産会社の営業マンをしている〈私〉は、ある主婦の家を訪問する。玄関先に上がり込んだ〈私〉は、マンションや一軒家のパンフレットを差し出し、受け取ろうとした主婦の手をつかみ、〈私〉のほうに引き寄せる……。

### 妻の恋
建築関係の会社で働いている〈私〉は、6年前に亜由子と結婚した。それを機に、彼女は仕事を辞めたが、数か月ほど前から、また働き始めた。そんなある日、〈私〉は亜由子のある秘密を知る……。

### わるいうわさ
イラストレーターの愛子は、いろいろな男と寝ている。インターネットの掲示板に愛子に関する悪い噂が書き込まれていても、全く気にしない。そして、いろいろな男と枕をともにするのは、自分の世界が増え広がることだと気づく……。

### 美味しい生活
ある日、朱音は、義母に勧められて訪れた病院の産婦人科で、大学の同級生だった紅子と再会する。翌週、朱音は、高級住宅街にある紅子の家を訪れ、2人で近況などを話し合う……。

## 登場人物
おばけ
香名（かな）
30歳。京都の嵯峨野の清凉寺の近くにある香の専門店〈洛香亭〉（らくこうてい）を営む両親の嫁。
佐野（さの）
香名の初恋の相手。
花灯路
小里弥生（こさと やよい）
若手華道家。丈山の弟子。東山花灯路で自らの作品を展示する。
貴船丈山（きふね じょうざん）
華道家。
三倉朝雄
弥生の元恋人。

指人形
〈私〉
会社員。
〈あなた〉
〈私〉の同僚。

奥さん
〈私〉
不動産会社の営業マン。
主婦
30代半ば。
妻の恋
〈私〉
40歳。会社員。
亜由子（あゆこ）
35歳。〈私〉の妻。

わるいうわさ
愛子（あいこ）
イラストレーター。ペンネームは火倉藍（ひくら あい）。
三島慶一郎（みしま けいいちろう）
愛子の元夫。
加西慎吾（かさい しんご）
イラストレーター。

美味しい生活
立花朱音（たちばな あかね）
主婦。
石森紅子（いしもり べにこ）
看護師。朱音の大学の同級生。
立花和典（たちばな かずのり）
朱音の夫。

## 収録作品
| タイトル     | 初出                     |
| ------------ | ------------------------ |
| おばけ       | 『悦』vol.04             |
| 花灯路       | 『悦』vol.07             |
| 指人形       | 『小説現代』2013年6月号  |
| 奥さん       | 『小説現代』2013年11月号 |
| 妻の恋       | 書き下ろし               |
| わるいうわさ | 書き下ろし               |
| 美味しい生活 | 書き下ろし               |